# Primer ministro de Mongolia
El primer ministro de Mongolia (mongol: Монгол Улсын Ерөнхий Сайд, Mongol Ulsyn Yerönkhii Said) es el principal miembro del brazo ejecutivo del gobierno de Mongolia y jefe del gabinete mongol. El primer ministro es nombrado por el Gran Jural del Estado, y puede ser removido por una moción de censura.

## Historia
El cargo de primer ministro fue establecido en 1912, luego de la primera declaración de independencia de la República de China. En esa ocasión no fue reconocida la independencia por muchos países. En la segunda declaración de independencia de 1921 (que fue reconocida internacionalmente), el cargo estuvo a cargo del Partido Revolucionario del Pueblo Mongol de tendencia comunista. Cuando el partido declaró la República Popular de Mongolia en 1924, el puesto de primer ministro fue renombrado a "presidente del Consejo de Comisarios del Pueblo" y luego cambiado a "presidente del Consejo de Ministros" en 1946. El título de "primer ministro" fue restituido en 1990 cuando la República Popular fue abolida. Sin embargo, a pesar de los cambios de nombre, el actual gobierno mongol reconoce que el puesto de primer ministro existe de manera continua desde 1912 y que todos sus ocupantes poseen dicho título.
Empero, existen discrepancias sobre el primer ministro: algunas fuentes consideran que un lama llamado Tseren (o Tserenchimed) ocupó por primera vez el cargo de manera provisional, sin embargo, el actual gobierno mongol considera a Shirindambyn Namnansüren como el primer ministro. También hay disputas sobre el estatus de Tsengeltiin Jigjidjav, que algunos consideran como un primer ministro interino y otros como un primer ministro formal.

## Primeros ministros de Mongolia (desde 1992)
A continuación se presenta una tabla con los primeros ministros de Mongolia desde la Revolución democrática.
| N.º                                                                               | Foto                       | Nombre romanizado               | Tiempo en el cargo      | Tiempo en el cargo      | Tiempo en el cargo | Mandatos electorales                                         | Partido                                                                  |
| N.º                                                                               | Foto                       | Nombre romanizado               | Comienzo                | Final                   | Días               | Mandatos electorales                                         | Partido                                                                  |
| --------------------------------------------------------------------------------- | -------------------------- | ------------------------------- | ----------------------- | ----------------------- | ------------------ | ------------------------------------------------------------ | ------------------------------------------------------------------------ |
| 1                                                                                 |                            | Puntsagiin Jasrai               | 21 de julio de 1992     | 19 de julio de 1996     | 1459               | 1992 — 56.90%                                                | Partido Revolucionario del Pueblo                                        |
| 2                                                                                 |                            | Mendsaikhany Enkhsaikhan        | 19 de julio de 1996     | 23 de abril de 1998     | 643                | 1996 — 47.00%                                                | Partido Democrático                                                      |
| 3                                                                                 |                            | Tsakhiagiin Elbegdorj (1.ª Vez) | 23 de abril de 1998     | 9 de diciembre de 1998  | 230                | Resolución del Gran Jural del Estado                         | Partido Democrático                                                      |
| 4                                                                                 |                            | Janlavyn Narantsatsralt         | 9 de diciembre de 1998  | 22 de julio de 1999     | 225                | Resolución del Gran Jural del Estado                         | Partido Democrático                                                      |
| Durante este periodo, Nyam-Osoryn Tuyaa fue el Primer ministro en funciones.      |                            |                                 |                         |                         |                    |                                                              |                                                                          |
| 5                                                                                 |                            | Rinchinnyamyn Amarjargal        | 30 de julio de 1999     | 26 de julio de 2000     | 362                | Resolución del Gran Jural del Estado                         | Partido Democrático                                                      |
| 6                                                                                 |                            | Nambaryn Enjbayar               | 26 de julio de 2000     | 20 de agosto de 2004    | 1486               | 2000 — 51.60%                                                | Partido Revolucionario del Pueblo                                        |
| (3)                                                                               |                            | Tsakhiagiin Elbegdorj (2.ª Vez) | 20 de agosto de 2004    | 13 de enero de 2006     | 511                | 2004 — 44.27% (Gobierno de Coalición)                        | Partido Democrático                                                      |
| 7                                                                                 |                            | Miyeegombyn Enkhbold            | 25 de enero de 2006     | 22 de noviembre de 2007 | 678                | Resolución del Gran Jural del Estado (Gobierno de Coalición) | Partido Revolucionario del Pueblo                                        |
| 8                                                                                 |                            | Sanjaagiin Bayar (1.ª Vez)      | 22 de noviembre de 2007 | 29 de junio de 2008     | 707                | Resolución del Gran Jural del Estado (Gobierno de Coalición) | Partido Revolucionario del Pueblo                                        |
| 8                                                                                 | Sanjaagiin Bayar (2.ª Vez) | 29 de junio de 2008             | 29 de octubre de 2009   | 2008 — 52.67%           | 707                |                                                              | Partido Revolucionario del Pueblo                                        |
| 9                                                                                 |                            | Sükhbaataryn Batbold            | 29 de octubre de 2009   | 10 de agosto de 2012    | 1016               | Resolución del Gran Jural del Estado                         | Partido Revolucionario del Pueblo (2009-10) Partido del Pueblo (2010-12) |
| 10                                                                                |                            | Norovyn Altankhuyag             | 10 de agosto de 2012    | 5 de noviembre de 2014  | 817                | 2012 — 35.32% (Gobierno de Coalición)                        | Partido Democrático                                                      |
| Durante este periodo, Dendeviin Terbishdagva fue el Primer ministro en funciones. |                            |                                 |                         |                         |                    |                                                              |                                                                          |
| 11                                                                                |                            | Chimediin Saikhanbileg          | 21 de noviembre de 2014 | 7 de julio de 2016      | 594                | Resolución del Gran Jural del Estado                         | Partido Democrático                                                      |
| 12                                                                                |                            | Jargaltulgyn Erdenebat          | 7 de julio de 2016      | 4 de octubre de 2017    | 454                | 2016 — 45.69%                                                | Partido del Pueblo                                                       |
| 13                                                                                |                            | Ukhnaagiin Khürelsükh           | 4 de octubre de 2017    | 27 de enero de 2021     | 1211               | Resolución del Gran Jural del Estado                         | Partido del Pueblo                                                       |
| 14                                                                                |                            | Luvsannamsrain Oyun-Erdene      | 27 de enero de 2021     | Presente                | 1512               | Resolución del Gran Jural del Estado                         | Partido del Pueblo                                                       |

## Líderes del Partido Revolucionario del Pueblo Mongol (1932-1990)
Los líderes del partido poseían el verdadero poder ejecutivo en la antigua República Popular de Mongolia.
1. Peljidiyn Genden: 2 de julio de 1932 - 2 de marzo de 1936
2. Horloogiyn Choybalsan: 2 de marzo de 1936 - 26 de enero de 1952
3. Yumjaagiyn Tsedenbal: 26 de enero de 1952 - 24 de agosto de 1984
4. Jambyn Batmönkh: 24 de agosto de 1984 - 21 de marzo de 1990